# Pórtugos (kommunhuvudort)
Pórtugos är en kommunhuvudort i Spanien.   Den ligger i provinsen Provincia de Granada och regionen Andalusien, i den södra delen av landet, 400 km söder om huvudstaden Madrid. Pórtugos ligger 1 304 meter över havet och antalet invånare är 407.
Terrängen runt Pórtugos är bergig norrut, men söderut är den kuperad. Terrängen runt Pórtugos sluttar söderut. Runt Pórtugos är det ganska glesbefolkat, med 23 invånare per kvadratkilometer. Närmaste större samhälle är Órgiva, 10,9 km väster om Pórtugos. Omgivningarna runt Pórtugos är i huvudsak ett öppet busklandskap.